# Павло Фон-Гарнієр
Павло Антонович Фон-Гарнієр (1864, м. Катеринослав, Російська імперія — ?р., Болгарія) — полтавський аристократ, гласний Полтавської міської думи, військовий лікар, член Білої гвардії.

## Життєпис

### Походження
Народився П. А. Фон-Гарнієр у 1864 р. в місті Катеринославі (тепер — Дніпро) в родині колишнього підданого Прусського королівства, а на той час — акцизного чиновника Російської імперії  Антона Амандовича Фон-Гарнієра (1828—1910) — німця за національністю, римо-католика. Мати померла невдовзі після народження Павла. Через деякий час маленький Павло Фон-Гарнієр переїжджає з сім'єю до Чернігова.

### Освіта
В Чернігові Павло навчається в місцевій гімназії, після її закінчення вступає на медичний факультет Харківського університету. Навчання в університеті далось йому нелегко через відсутність фінансової допомоги зі сторони батьків. У 1891 році П. Фон-Гарнієр закінчив університет і отримав диплом лікаря, та був направлений на посаду молодшого лікаря Бахчисарайського резервного піхотного батальйону. Відповідно до довідки за 1902 рік, він ще займався лікарською практикою в Сімферополі.

### Життя у Полтаві
На  початку 1890-х Павло Антонович одружується з Євдокією Миколаївною. У Сімферополі у них народжуються дві доньки Нонна (1893) і Муза (1898). На початку 1900-х років дружина Павла отримує велику суму грошей у спадок. За ці кошти сім'я переїжджає у Полтаву, де купує садибу в 5 га. В Полтаві П. Фон-Гарнієр вже не займався медициною, натомість він стає гласним міської думи, що вказує на великий достаток.

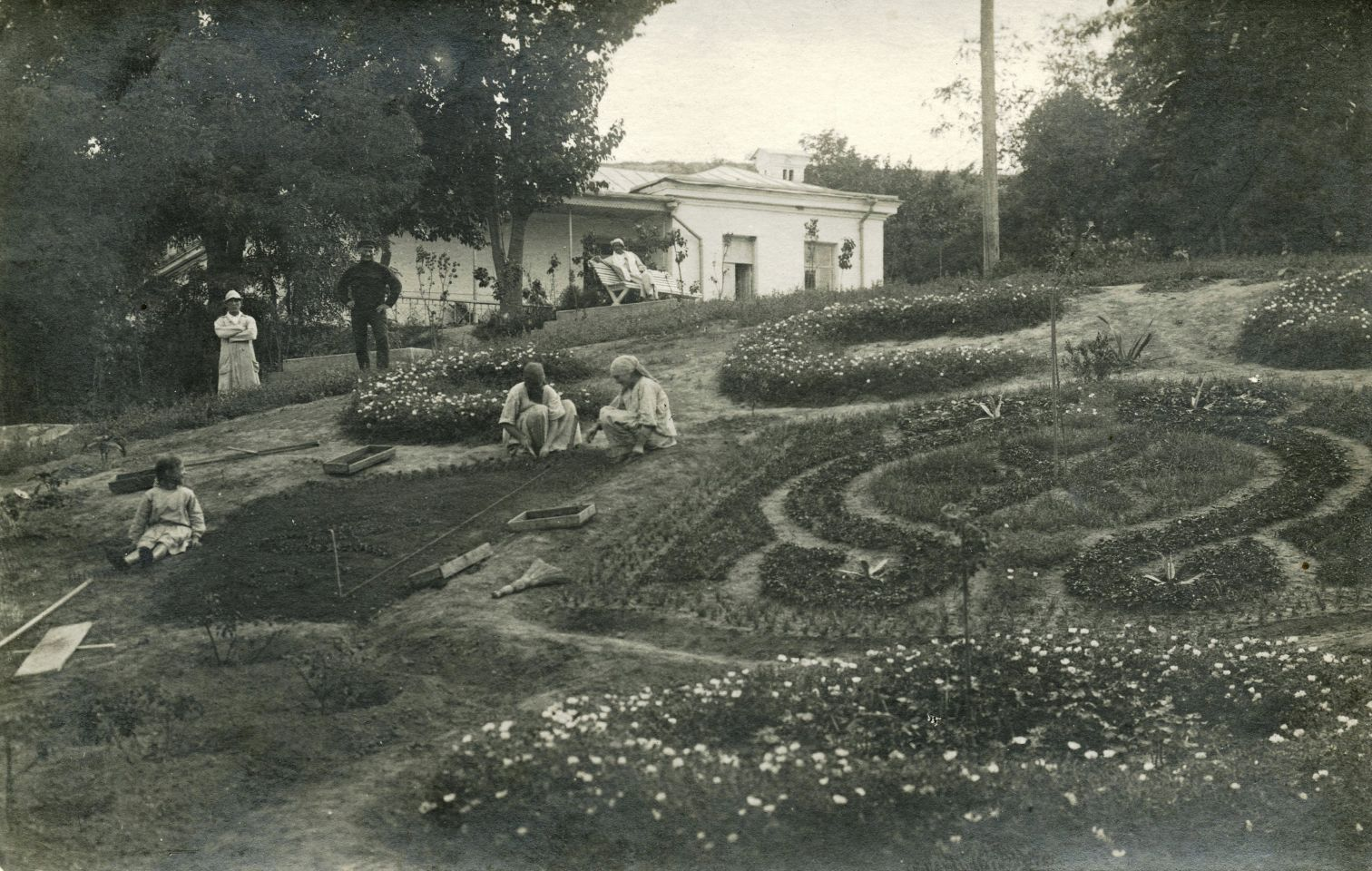
Садиба сім'ї Фон-Гарнієр (Фотокопія люб'язно надана меценатом і колекціонером Олексієм Петренком)

### Військові часи
У 1914 (за іншими даними у 1915 р.) П. Фон-Гарнієр опинився в діючій армії через роботу військовим лікарем на початку кар'єри. Дружина П. Фон-Гарнієра в 1914 році купує ще один будинок у Полтаві. Невдовзі у 1916 р. через погіршення здоров'я дружина помирає. Коли з кінця липня 1919 року Полтаву зайняла Біла гвардія (денікінці), П. Фон-Гарнієр вступає до її рядів. Через що з 1920 р. вимушений жити в еміграції до 1925 р. в рядах білогвардійської частини на півострові Галліполі біля Стамбула. З 1932 по 1943 рік працював лікарем у Рильському монастирі в Болгарії.

### Останні роки життя
Станом на 1944 рік, перед входженням радянських військ в Болгарію, жив там же на покої. Як і коли закінчився його життєвий шлях — невідомо.

## Пам'ять
15 вересня 2023 року у місті Полтава вулицю Графа фон Гарнієра перейменували на вулицю Садівництва.